# Neurophyseta marginalis
Neurophyseta marginalis is een vlinder uit de familie van de grasmotten (Crambidae). De wetenschappelijke naam van de soort is voor het eerst gepubliceerd in 1888 door Frederic Moore.
De soort komt voor in India (West-Bengalen).